# Legio I Martia

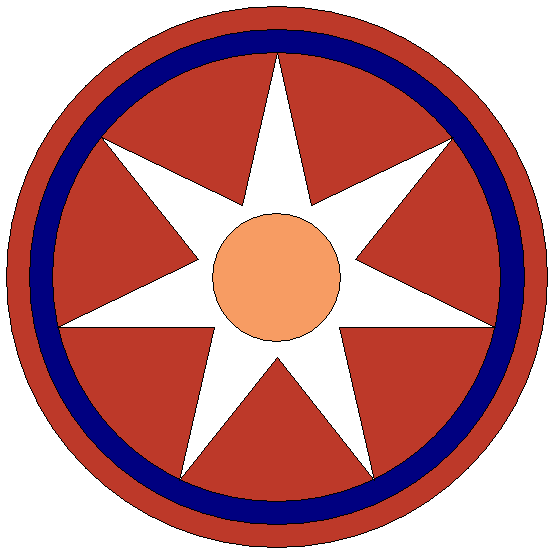
El emblema de la Legio I Martia en la Notitia Dignitatum.

La Legio I Martia (Primera legión «de Marte») fue una legión romana, mencionada tan sólo en una inscripción, hoy perdida pero de la que se conserva un dibujo, y en la Notitia Dignitatum. Se cree que pudo ser creada por Diocleciano, y que su acuartelamiento estaba en la Panonia Valeria, antigua provincia romana formada en el año 296 en partes de lo que hoy es Hungría y Croacia. Se ha apuntado la posibilidad de que esta legión tuviera el sobrenombre de Victrix («Victoriosa»). En la Notitia Dignitatum se incluyen referencias a Martenses que pueden relacionarse con esta legión. 